# جي. موراي سنو
جي. موراي سنو (بالإنجليزية: G. Murray Snow)‏ هو محامي وقاضي أمريكي، ولد في 20 أكتوبر 1959 في بولدر سيتي في الولايات المتحدة.